# Irina Olsen
Irina V. Olsen (født Irina Babenko 2. maj 1987) er dansk-ukrainsk blogger, influencer og realitystjerne. Hun er født i Ukraine, men kom til Danmark som 10-årig.

## Karriere
Som barn var Irina kunstskøjteløber på eliteniveau. 
Hendes første optræden i medierne var i realityprogrammet Fristet, og hun har senere deltaget i flere realityprogrammer, herunder Mig og min mor på TV3, Influencers på YouSee-kanalen, og Divaer i junglen sæson 1, hvor hun vandt 100.000 kr. I 2017 var Irina Babenko med i en miniserie/dokumentar En diva vender hjem på DR3, hvor hun tog tilbage til Ukraine med sin mor. I 2019 vendte hun tilbage til reality med deltagelse i serien Beauty bosserne på Kanal 4. 
Nu har Irina Olsen succes på de sociale medier, dels på hendes blog "Irina the Diva", og dels på Instagram, hvor hun pr. 2020 har over 222.000 følgere. Irina Olsen har særligt gjort skønhedsprodukter og -rutiner til sit brand, hvilket har resulteret i først et samarbejde med DUFF lashes og senere hendes egen skønhedsserie "#Glamgoals", som består af palette og mascara.
I 2020 udgav hun bogen Irina: Jeg rejser mig hver gang, der handler om hendes "forvandling fra skøjteprinsesse til realitystjerne og businesskvinde."
Hun har lanceret sit eget makeup brand, der består af b.la. læbestifter, øjenskyggepaletter og mascara. 

## Privat
Privat blev hun gift med DJ'en Morten Brangstrup Olsen, med kunstnernavnet Faustix, i september 2019. Sammen har de en datter.
Parret gik i 2017 fra hinanden som følge af, at kæresten Morten var kommet ud i et alkoholmisbrug i takt med hans liv som DJ. Parret fandt dog sammen igen i 2018 og blev gift igen i september 2019, og han er pr.  2021 tørlagt alkoholiker.
Hun er storesøster til influenceren Victoria Babenko, som også er Irinas assistent.
Irinas mor, Mila Babenko er født og opvokset i Ukraine. 